# Alto de Matasanos
Alto de Matasanos es una montaña de la sierra de Guadarrama (sierra perteneciente al sistema Central) de una altitud de 2056 metros. 
Está ubicada en el límite entre la Pedriza Posterior y Cuerda Larga, sin llegar a considerarse parte de ninguna de las dos.
La cima es un mogote de rocas graníticas que sobresale bastante con respecto del terreno adyacente. Esto no es muy común en ésta sierra, dado que las cimas suelen ser superficies de erosión, penillanuras elevadas en la orogenia alpina.